# Johann Gaspar Spurzheim
Johann Gaspar Spurzheim (né à Longuich près de Trèves en électorat de Trèves le 31 décembre 1776 et mort à Boston le 10 novembre 1832) est un physiologiste allemand.

## Biographie
Il est collaborateur du médecin neurologue franco-allemand Franz Joseph Gall, qui lui adressa une lettre en 1798 sur les « fonctions du cerveau, chez l'homme et les animaux ». Il popularisa la « physiologie intellectuelle » de Gall sous le nom de phrénologie, en Allemagne, France, Angleterre, et aux États-Unis.
Il concourut à l'ouvrage de Gall, l'Anatomie du cerveau ; il publia lui-même des traités sur la Folie (1817), sur les Principes de l'éducation (1821), sur la Nature morale et intellectuelle de l'homme (1832). Il fit subir au système de Gall quelques modifications, soit en y ajoutant des facultés nouvelles soit en assignant une autre place aux facultés déjà admises.
Il était le beau-père du peintre Hippolyte Bruyères.